# Dom Carlos I (cruzador)
O Dom Carlos I foi um cruzador que integrou a Armada Portuguesa no período 1899 a 1925. Foi construído em 1899 nos estaleiros da Vickers-Armstrong Shipbuilders, de Newcastle, Inglaterra, para a Marinha Portuguesa. Baptizado D. Carlos I, em homenagem ao monarca então reinante em Portugal, após a implantação da República Portuguesa teve o nome alterado para NRP Almirante Reis, em memória do almirante Carlos Cândido dos Reis. Participou em múltiplos eventos revolucionários durante a fase mais atribulada da Primeira República Portuguesa. Foi o maior navio de combate português. Foi abatido do efectivo da Armada a 22 de Janeiro de 1925.
À época de sua entrada ao serviço, era o mais poderoso cruzador protegido do mundo. Foi o primeiro navio da Marinha Portuguesa a dispor de telecomunicações sem fios, algo tecnologicamente avançado para os padrões da época.

## História
O D. Carlos I foi lançado ao mar a 5 de Maio de 1898 no âmbito do plano naval do então ministro da Marinha Jacinto Cândido da Silva. O primeiro comandante do navio foi o então capitão-de-mar-e-guerra Hermenegildo Capelo.
Foi baptizado em homenagem ao rei de Portugal, D. Carlos I. Em 1906 ocorreu a bordo uma revolta de marinheiros, precursora do golpe que poria fim à Monarquia Constitucional Portuguesa.
A partir da implantação do regime republicano em Portugal, no dia 5 de Outubro de 1910, o navio passou a chamar-se Almirante Reis, em honra de um dos militares que participou no golpe.
Na tarde do dia 8 de Julho de 1912, um pouco antes da baixa-mar, o navio encalhou em frente a Esposende, de onde conseguiu ser safado na preia-mar pela canhoneira Limpopo.
Em Setembro de 1914, o Almirante Reis largou para África, a fim de escoltar os navios de transporte de tropas e material de guerra da 1.ª expedição ao ultramar.
Em 1915 o navio apresentava já problemas de manutenção e as suas caldeiras não conseguiam manter a pressão, reduzindo assim as velocidades máxima e sustentada do navio. O navio saiu em 1916 pela última vez para uma viagem oceânica, sendo então acompanhado pelo cruzador-couraçado Vasco da Gama.
Na altura, por causa da qualidade dos metais, era comum nas marinhas mais evoluídas, a substituição periódica das caldeiras, a cada 5 a sete anos. Em 1915, o então cruzador Almirante Reis, tinha dezesseis anos e as mesmas caldeiras de origem. Em 1917, após trabalhos de substituição de algumas das caldeiras, era notório que as restantes estavam igualmente em péssimo estado e que o casco e tubagens não se encontravam em condições.
A instabilidade política e financeira resultante da implantação da república não permitiu os necessários investimentos e o navio apenas sairia para o mar em 1925, quando foi rebocado para a Holanda para ser desmantelado.

#### Primeira Guerra Mundial
Para além das visitas oficiais e das missões cerimoniais, foi o navio escolhido para realizar as primeiras experiências radiotelegráficas efetuadas em Portugal, ostentando, durante a I Guerra Mundial a bandeira de navio-almirante da esquadra portuguesa.

## Comandantes
| #   | Retrato | Nome                               | Início            | Fim | Notas | . |
| --- | ------- | ---------------------------------- | ----------------- | --- | ----- | - |
| 1.º |         | Hermenegildo Capelo (1841–1917)    | 5 de maio de 1898 |     |       |   |
| ?º  |         | Joaquim Nunes da Silva (1???–19??) | 1915              |     |       |   |